# Дечја недеља
Дечја недеља је национална манифестација и представља успешан модел сарадње државе, различитих цивилних и струковних организација, повезивања свих важних актера у заштити дечијих права. Сваке године реализује се у циљу побољшања положаја детета у Србији.
Дечја недеља обележава се сваке године током прве недеље октобра.

## Историја
На нашим просторима Дечја недеља се обележава од 1934. године, и од тада се мења и развија прилагођавајући своје програмске циљеве стварним потребама и проблемима деце. Од 1987. године је на предлог организације Пријатељи деце Србије уведена у закон о друштвеној бризи о деци. Основни документ за планирање и реализацију активности у току Дечије недеље је Конвенција о правима детета Уједињених нација усвојена 1989. године.
У реализацији активности Дечије недеље на националном и локалном нивоу учествују многобројне владине институције, удружења грађана, као и угледни појединци посвећени деци. Дечја недеља подстиче даљи развој услова за бољи положај детета и подсећа све релевантне друштвене актере на неопходност пружања образовне, социјалне, здравствене, културне и финансијске подршке сваком детету у нашем друштву.

## Циљеви дечје недеље
Циљеви дечје недеље су:
- скретање пажње најшире јавности на права и потребе деце;
- указивање на одговорност коју породица, школа, држава и њене институције имају у заштити деце и остваривању њихових права;
- презентација до сада постигнутих резултата;
- указивање на примере добре праксе и проблеме у остваривању права деце;
- подстицање интерсекторске сарадње у стварању услова за поштовање права и оптимални развој детета;
- промоција активног учешћа деце у доношењу одлука које се њих тичу;
- покретање иницијатива и нових акција које доприносе побољшању положаја деце у Републици Србији и остваривању њихових права.[3]